# Дикенс (Тексас)
Дикенс (енгл. Dickens) град је у америчкој савезној држави Тексас. По попису становништва из 2010. у њему је живело 286 становника.

## Демографија
Према попису становништва из 2010. у граду је живело 286 становника, што је 46 (13,9%) становника мање него 2000. године.
| Група             | 2000.       | 2010.       |
| Белци             | 299 (90,1%) | 217 (75,9%) |
| Афроамериканци    | 0 (0,0%)    | 4 (1,4%)    |
| Азијати           | 0 (0,0%)    | 14 (4,9%)   |
| Хиспаноамериканци | 30 (9,0%)   | 46 (16,1%)  |
| Укупно            | 332         | 286         |